# ARSAT-2
ARSAT-2 — геостационарный спутник связи, принадлежащий аргентинскому спутниковому оператору, компании ARSAT (исп. Empresa Argentina de Soluciones Satelitales S. A.). Предназначен для улучшения связи в центральных и удаленных регионах страны, а также способен транслировать сигнал на территории Центральной и Северной Америки. Второй геостационарный спутник, построенный в Аргентине и Латинской Америке, после ARSAT-1. Спутник расположен на геостационарной орбите на высоте 36 тысяч километров от поверхности Земли.

## Аппарат
Спутник создан в рамках проекта по разработке и развитию геостационарных спутников аргентинской технологической компанией INVAP, при участии европейских Thales Alenia Space и Airbus Defence and Space. Стоимость проекта составила порядка 250 млн долларов США. Планируется, что спутник прослужит на орбите 15 лет. От первого аппарата — ARSAT-1, отличается расширенными возможностями по охвату территории Земли, включая США.
Спутник размещён в позиции 81 градус западной долготы, на высоте 36 тысяч километров от поверхности Земли, над территорией Аргентины. Управление производится со станции в городе Бенавидес в провинции Буэнос-Айрес.